# El Rita
El Rita – obszar niemunicypalny w Kern County, w Kalifornii (Stany Zjednoczone), na wysokości 821 m.